# Cheumatopsyche bardiana
Cheumatopsyche bardiana är en nattsländeart som beskrevs av Malicky 1997. Cheumatopsyche bardiana ingår i släktet Cheumatopsyche och familjen ryssjenattsländor. Inga underarter finns listade i Catalogue of Life.